# Silonia childreni
Silonia childreni är en fiskart som först beskrevs av Sykes, 1839.  Silonia childreni ingår i släktet Silonia och familjen Schilbeidae. IUCN kategoriserar arten globalt som starkt hotad. Inga underarter finns listade i Catalogue of Life.